# 聖蘇珊娜 (加利福尼亞州)
聖蘇珊娜（英語：Santa Susana）是位於美國加利福尼亞州文圖拉縣的一個人口普查指定地區。

## 地理
聖蘇珊娜的座標為34°15′29″N 118°39′29″W / 34.25806°N 118.65806°W，而該地最高點為海拔高度355米（即1165英尺）。

## 人口
根據2010年美國人口普查的數據，聖蘇珊娜的面積為2.883平方千米，當中陸地面積為2.883平方千米，而水域面積為0.000平方千米。當地共有人口1037人，而人口密度為每平方千米359人。